# The Offspring
The Offspring là một ban nhạc rock của Mỹ thành lập năm 1984 tại Garden Grove, California.

## Thành viên

### Hiện tại
- Dexter Holland – Hát chính, guitar chính, piano [3] (1984–nay)
- Greg Kriesel – Bass, hát bè (1984–nay)
- Noodles – Guitar chính, hát bè (1985–nay)
- Pete Parada – Dàn trống, nhạc cụ gõ (2007–nay)

## Các chuyến lưu diễn
- Early Shows, 1983–1988
- Self Titled Tour, 1989–1990
- Ignition Tour, 1992–1993
- Smash Tour, 1994–1996
- Ixnay on the Hombre Tour, 1997
- Americana Tour, 1998–1999
- Conspiracy of One Tour, 2000–2001
- Post Conspiracy of One & Defy You Tour, 2002
- Splinter Tour, 2003–2004
- Warped Tour 2005
- SummerSonic Tour, 2007
- Rise and Fall, Rage and Grace Tour, 2008
- Shit Is Fucked Up Tour, 2009
- Unity Tour with 311, 2010
- European Tour, 2011
- Days Go By Tour, 2012–2014
- Warped Tour 2013
- Smash: 20th Anniversary Tour, 2014
- Coming for You Tour, 2015
- World Tour, 2016
- World Tour, 2017
- World Tour, 2018

## Danh sách album

### Album phòng thu
- The Offspring (1989)
- Ignition (1992)
- Smash (1994)
- Ixnay on the Hombre (1997)
- Americana (1998)
- Conspiracy of One (2000)
- Splinter (2003)
- Rise and Fall, Rage and Grace (2008)
- Days Go By (2012)